# Amir Ronen
Amir Ronen (* 1965) ist ein israelischer Informatiker.

## Leben
Ronen studierte und promovierte an der Hebräischen Universität Jerusalem. Als Post-Doktorand war er an der Stanford University und der University of California, Berkeley. Danach war er einige Jahre am Technion, bevor er zu IBM Research in Haifa ging.
2012 erhielt er mit Noam Nisan den Gödel-Preis für die Initiierung und Entwicklung des Forschungsfeldes Algorithmic Mechanism Design (AMD), das Verfahren der theoretischen Wirtschaftswissenschaften und Spieltheorie (Nash-Gleichgewicht) mit denen der Informatik (Algorithmenentwurf, Komplexitätstheorie) verbindet.
Er befasst sich mit Algorithmischer Spieltheorie, Analyse Sozialer Netzwerke, Maschinenlernen und strategischer Analyse.